# Trot
Nhạc trot, đọc là tờ-rốt (tiếng Hàn: teuroteu; đôi khi được gọi là ppongjjak do nhịp điệu nền đặc biệt của nó) hoặc là trót là một thể loại nhạc pop Hàn Quốc và được công nhận là dạng lâu đời nhất của nhạc pop Hàn Quốc. Được hình thành trong suốt thời kỳ Triều Tiên thuộc Nhật đầu những năm 1900, thể loại nhạc này bị ảnh hưởng bởi các yếu tố âm nhạc Nhật Bản, phương Tây và Triều Tiên. Ngoài ra, thể loại này còn trải qua những tên gọi khác nhau, chẳng hạn như yuhaengga, ppongtchak và gần đây nhất là t'urotu (phát âm tiếng Hàn của từ Trot). Trong khi sự phổ biến loại nhạc này sụt giảm suốt thập niên 1990, thì gần đây nhất, nó đã là chủ đề của những cuộc phục hưng bởi các nghệ sĩ nhạc pop Hàn Quốc đương đại như Jang Yun-jeong và thành viên nhóm nhạc Big Bang là Daesung.